# جنگ داخلی عراق (۲۰۰۶–۲۰۰۸)
جنگ داخلی عراق یک جنگ داخلی بود که عمدتاً بین دولت عراق همراه با نیروهای ائتلاف به رهبری آمریکا و گروه‌های مسلح فرقه‌ای مختلف، عمدتاً القاعده در عراق و ارتش مهدی، از سال۲۰۰۶ تا۲۰۰۸ درگرفت.در فوریه۲۰۰۶، تنش‌های فرقه‌ای در عراق پس از بمباران حرم العسکری (که یکی از مقدس‌ترین اماکن در اسلام شیعه محسوب می‌شود) توسط سازمان سنی القاعده در عراق به یک جنگ داخلی تمام عیار تبدیل شد. این امر موجی از انتقام‌جویی‌های شبه‌نظامیان شیعه را علیه غیرنظامیان سنی و به دنبال آن حملات متقابل سنی‌ها به غیرنظامیان شیعه به راه انداخت.
در ۱۰ ژانویه ۲۰۰۷، رئیس‌جمهور جورج دبلیو بوش در یک سخنرانی خطاب به مردم آمریکا اظهار داشت که "۸۰ درصد خشونت‌های فرقه ای عراق در فاصله ۳۰ مایل (۴۸ کیلومتر) پایتخت رخ می‌دهد. این خشونت،بغداد را به بخش‌های فرقه‌ای تقسیم می‌کند و اعتماد همه عراقی‌ها را متزلزل می‌کند.». درگیری در طول چند ماه بعد تشدید شد تا اینکه در اواخر سال۲۰۰۷، برآورد اطلاعات ملی این درگیری را دارای عناصر جنگ داخلی توصیف کرد. در سال۲۰۰۸ با افزایش نیروهای آمریکایی، خشونت به طور چشمگیری کاهش یافت. با این حال، شورش‌های القاعده در عراق به دنبال خروج ایالات متحده از این کشور در اواخر سال۲۰۱۱ همچنان گریبانگیر این کشور بود.در ژوئن ۲۰۱۴،دولت اسلامی عراق و شام، جانشین القاعده در عراق، حمله نظامی بزرگی را در عراق آغاز کرد و خلافت اسلامی خودخوانده جهانی را اعلام کرد که منجر به جنگی تمام عیار عمدتاً بین عراق و داعش از سال۲۰۱۳ تا ۲۰۱۷ شد که در نهایت عراق پیروزی کامل خود را در برابر گروه تروریستی اعلام کرد.
در اکتبر ۲۰۰۶،دفتر کمیساریای عالی سازمان ملل در امور پناهندگان(UNHCR) و دولت عراق تخمین زدند که بیش از ۳۷۰۰۰۰ عراقی از زمان بمباران مسجد العسکری در سال۲۰۰۶ آواره شده‌اند و تعداد کل پناهندگان عراقی را به بیش از این افزایش داد. بیش از ۱٫۶ میلیون تا سال۲۰۰۸، کمیساریای عالی پناهندگان سازمان ملل تخمین پناهندگان را در مجموع به ۴٫۷میلیون نفر (حدود ۱۶درصد از جمعیت) رساند. تعداد پناهندگان در خارج از کشور ۲میلیون نفر (تعدادی نزدیک به پیش‌بینی‌های سیا) و تعداد آوارگان داخلی ۲٫۷میلیون نفر بود. صلیب سرخ در سال۲۰۰۸ اعلام کرد که وضعیت بشردوستانه عراق یکی از بحرانی‌ترین وضعیت‌ها در جهان است و میلیون‌ها عراقی مجبور به تکیه بر منابع آب ناکافی و بی کیفیت هستند.
بر اساس فهرست کشورهای شکست خورده، که توسط مجله فارین پالیسی و صندوق صلح، تهیه شده، عراق یکی از ۵ کشور بی‌ثبات برتر جهان از سال۲۰۰۵ تا ۲۰۰۸ استیک نظرسنجی از کارشناسان ارشد سیاست خارجی ایالات متحده که در سال۲۰۰۷ انجام شد نشان داد که طی ۱۰سال آینده، تنها ۳درصد از کارشناسان معتقد بودند که ایالات متحده می‌تواند عراق را به «چشمه دموکراسی» بازسازی کند و ۵۸٪ از کارشناسان معتقد بودند که سنی-شیعه تنش در خاورمیانه به طرز چشمگیری افزایش خواهد یافت. دو نظرسنجی از آمریکایی‌ها که در سال۲۰۰۶ انجام شد نشان داد که بین ۶۵ تا ۸۵ درصد معتقد بودند که عراق درگیر جنگ داخلی است. با این حال، یک نظرسنجی مشابه از عراقی‌ها که در سال۲۰۰۷ انجام شد، نشان داد که ۶۱٪ معتقد نیستند که در یک جنگ داخلی هستند.

## شرکت کنندگان
گروه‌های زیادی شورش عراق را تشکیل دادند که به صورت تکه‌تکه در واکنش به رویدادهای محلی، به ویژه درک ناتوانی ارتش ایالات متحده در کنترل عراق، به وجود آمد. از آغاز سال۲۰۰۵، نیروهای شورشی در اطراف چندین جناح اصلی، از جمله ارتش اسلامی در عراق و انصار السنه، متحد شدند. از توجیه مذهبی برای حمایت از اقدامات سیاسی این گروه‌ها و نیز پایبندی آشکار به سلفی گری استفاده شد و کسانی که مخالف جهاد بودند را به عنوان بی ایمان معرفی کردند. این رویکرد در افزایش خشونت فرقه ای نقش داشت. ارتش ایالات متحده همچنین معتقد بود که بین۵ تا ۱۰درصد از نیروهای شورشی عرب غیر عراقی هستند.
شبه‌نظامیان مستقل شیعه خود را حول ایدئولوژی فرقه‌ای می‌دانستند و سطوح مختلفی از نفوذ و قدرت را در اختیار داشتند. برخی از شبه نظامیان در تبعید تأسیس شدند و تنها پس از سرنگونی صدام حسین به عراق بازگشتند، مانند سازمان بدر. برخی دیگر از زمان فروپاشی دولت ایجاد شدند، که بزرگترین و یکنواخت‌ترین آنها ارتش مهدی بود که توسط مقتدی صدر تأسیس شد و تصور می‌شد حدود ۵۰۰۰۰ جنگجو دارد.

## درگیری و تاکتیک

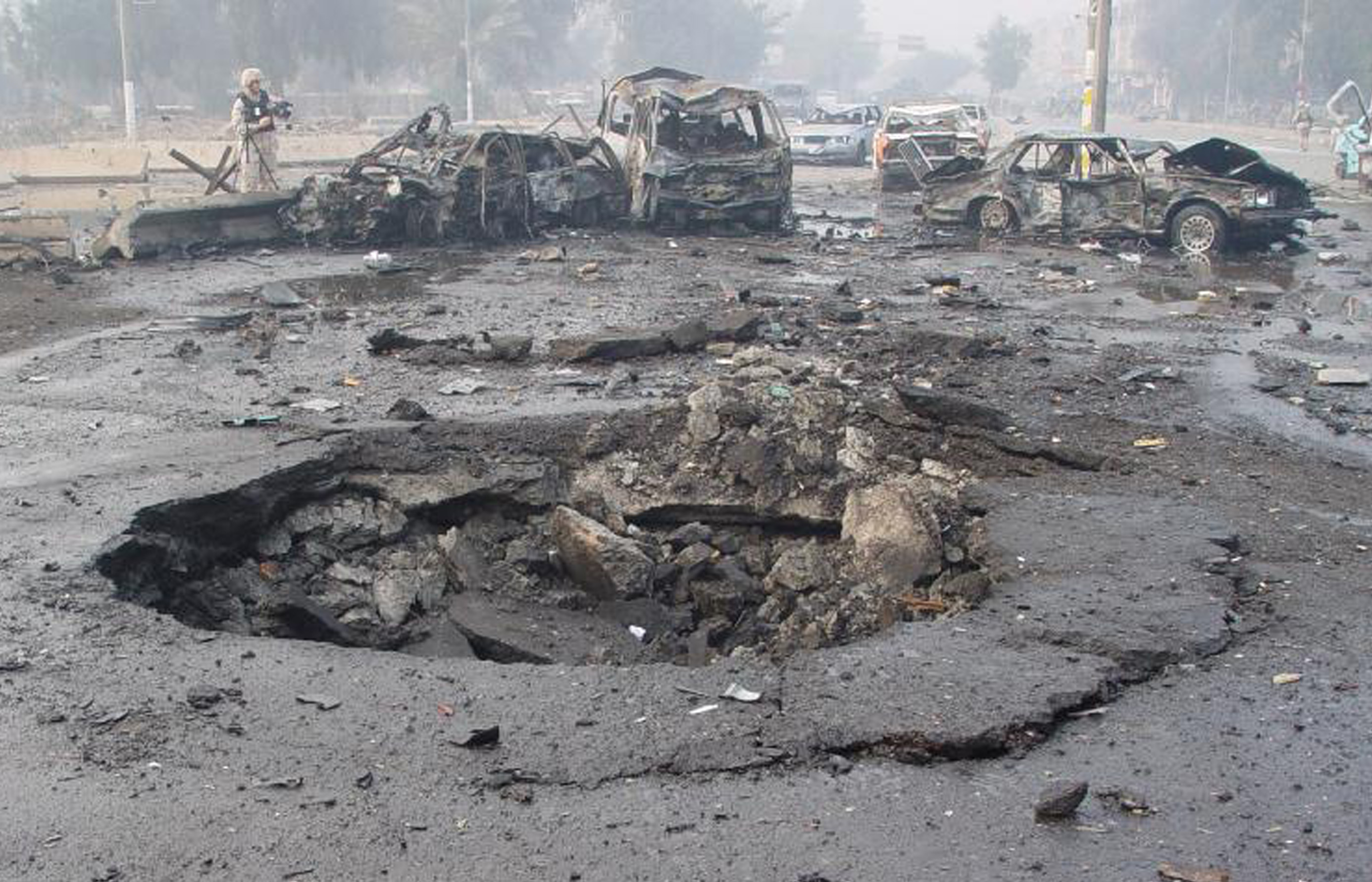
تصویری از ویرانه ها و پیامد های ناگوار این حوادث

### اهداف غیرنظامی
حملات به اهداف غیرنظامی و غیرنظامی به‌طور جدی در اوت۲۰۰۳ به عنوان تلاشی برای ایجاد هرج و مرج و اختلافات فرقه ای آغاز شد. تلفات عراق طی چند سال آینده افزایش یافت.

### حملات بمب و خمپاره
حملات بمب‌گذاری‌شده به غیرنظامیان معمولاً مکان‌های شلوغی مانند بازارها و مساجد در شهرها و مناطق شیعه‌نشین را هدف قرار می‌دهند.
برای مثال، بمب‌گذاری‌های ۲۳ نوامبر ۲۰۰۶ در شهر صدر حداقل ۲۱۵ نفر را کشت و صدها نفر دیگر را در ناحیه شهر صدر بغداد مجروح کردند که جرقه‌های حملات تلافی‌جویانه را برانگیخت، و بمب‌گذاری در بازار بغداد در ۳ فوریه ۲۰۰۷ حداقل ۱۳۵ کشته و بیش از ۳۰۰ زخمی برجای گذاشت. بمب‌گذاری‌های هماهنگ شده در ۲ مارس ۲۰۰۴ عاشورای عراق (شامل بمب‌گذاری‌های خودرو، بمب‌گذاران انتحاری و حملات خمپاره‌ای، نارنجکی و راکتی) حداقل ۱۷۸نفر را کشت و حداقل ۵۰۰نفر را مجروح کرد.

#### بمب‌گذاری‌های انتحاری
از اوت ۲۰۰۳،خودروهای بمب‌گذاری شده به‌طور فزاینده ای به عنوان سلاح توسط ستیزه‌جویان سنی، عمدتاً افراط گرایان القاعده استفاده می‌شد. خودروهای بمب‌گذاری شده، که در ارتش به عنوان وسایل انفجاری دست‌ساز با وسیله نقلیه (VBIED) شناخته می‌شوند، به عنوان یکی از موثرترین سلاح‌های ستیزه‌جویان ظاهر شدند که نه تنها علیه اهداف غیرنظامی بلکه علیه ایستگاه‌های پلیس و مراکز استخدام عراقی نیز هدف قرار گرفتند.
این بمب‌های دست‌ساز خودرو اغلب توسط افراط گرایان کشورهای مسلمان خارجی با سابقه ستیزه جویانه مانند عربستان سعودی، الجزایر، مصر و پاکستان هدایت می‌شدند.

### جوخه‌های مرگ
قتل‌هایی که به سبک جوخه‌های مرگ در عراق انجام می‌شد به روش‌های مختلف انجام می‌شد. آدم‌ربایی، و به دنبال آن شکنجه اغلب شدید (مانند سوراخ کردن پاهای مردم با مته) و قتل به سبک اعدام، گاهی اوقات در ملاء عام (در برخی موارد، سر بریدن)، به عنوان تاکتیک دیگر ظاهر شد. در برخی موارد نوارهای اعدام برای اهداف تبلیغاتی توزیع می‌شد. اجساد معمولاً چند بار در کنار جاده یا مکان‌های دیگر انداخته می‌شدند. چندین قتل‌عام در مقیاس بزرگ نیز وجود داشت، مانند قتل‌عام حی الجهاد که در آن حدود ۴۰ سنی در واکنش به انفجار خودروی بمب‌گذاری شده که منجر به کشته شدن ده‌ها شیعه شد، کشته شدند.
جوخه‌های مرگ اغلب شیعیان ناراضی بودند، از جمله اعضای نیروهای امنیتی، که سنی‌ها را برای انتقام از عواقب شورش علیه دولت تحت سلطه شیعه کشتند.
داده‌های پروژه شمارش بدن عراق نشان می‌دهد که ۳۳درصد از مرگ و میر غیرنظامیان در طول جنگ عراق ناشی از اعدام پس از ربوده شدن یا دستگیر شدن بوده‌است. اینها عمدتاً توسط بازیگران ناشناس از جمله شورشیان، شبه نظامیان فرقه ای و جنایتکاران انجام شد. چنین قتل‌هایی در دوره خشونت‌های فرقه‌ای۲۰۰۶–۲۰۰۷ بسیار بیشتر اتفاق افتاد.

### حمله به اماکن مذهبی
در ۲۲ فوریه ۲۰۰۶، انفجاری بسیار تحریک‌آمیز در مسجد العسکری در شهر سامرا عراق، یکی از مقدس‌ترین مکان‌های شیعیان، که گمان می‌رود در اثر بمبی که توسط القاعده در عراق کار گذاشته شده بود، روی داد.. اگرچه در این انفجار هیچ آسیبی وارد نشد، اما مسجد به شدت آسیب دید و بمباران منجر به خشونت در روزهای بعد شد. بیش از ۱۰۰جسد با سوراخ گلوله روز بعد پیدا شد و حداقل ۱۶۵نفر گمان می‌رود که کشته شده باشند. پس از این حمله، ارتش ایالات متحده محاسبه کرد که میانگین میزان قتل در بغداد از ۱۱به ۳۳مرگ در روز سه برابر شده‌است.
ده‌ها مسجد عراق پس از آن مورد حمله یا تصرف نیروهای فرقه ای قرار گرفتند. به عنوان مثال، در ۲۵ مارس۲۰۰۷، یک مسجد اهل سنت در شهر هسوه در جنوب عراق به انتقام تخریب یک مسجد شیعیان در شهر در روز قبل به آتش کشیده شد. در چندین مورد کلیساهای مسیحی نیز مورد حمله افراط گرایان قرار گرفتند. بعداً، بمب‌گذاری دیگر العسکری در ژوئن۲۰۰۷ روی داد.
اقلیت مسیحی عراق نیز به دلیل عقاید متضاد کلامی، هدف سنی‌های القاعده قرار گرفت.

### فرارهای فرقه ای
برخی از نیروهای عراقی ارتش یا پلیس را ترک کردند و برخی دیگر از خدمت در مناطق متخاصم خودداری کردند. به عنوان مثال، برخی از اعضای یک فرقه از خدمت در محله‌های تحت سلطه فرقه‌های دیگر خودداری کردند.همچنین گزارش شده که سربازان کُرد از شمال عراق که اکثراً سنی بودند اما عرب نبودند، ارتش را ترک کردند تا از درگیری داخلی در بغداد جلوگیری کنند.

## جدول زمانی
برای اطلاعات بیشتر در مورد رویدادها در یک سال خاص، به صفحه جدول زمانی مرتبط مراجعه کنید.

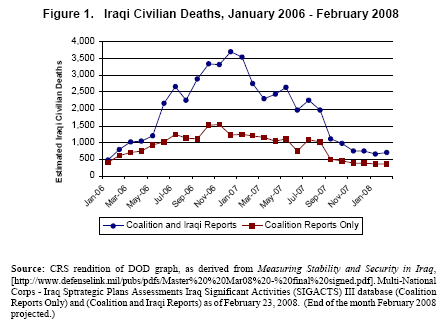
مرگ غیرنظامیان ناشی از اقدام شورشیان یا نظامی در عراق و همچنین افزایش خشونت جنایی. برای دوره بین ژانویه۲۰۰۶ و فوریه۲۰۰۸ که توسط سرویس تحقیقات کنگره برای وزارت دفاع ارائه شده‌است. بسیاری از این نوع از مرگ غیرنظامیان گزارش نشده‌است، و این تصویر فقط از سال۲۰۰۶ به بعد گزارش می‌دهد. سایر روش‌های تخمین تلفات غیرنظامیان با اعداد بسیار بالاتری همراه هستند. همچنین نگاه کنید به: تلفات درگیری در عراق از سال۲۰۰۳.

## رشد فرار پناهندگان
تا سال۲۰۰۸، کمیساریای عالی پناهندگان سازمان ملل تخمین پناهندگان را به ۴٫۷میلیون نفر رساند که ۲ میلیون آواره در داخل و ۲٫۷میلیون آواره خارج از کشور بودند. در آوریل۲۰۰۶، وزارت آوارگان و مهاجرت تخمین زد که «تقریبا ۷۰۰۰۰آواره عراقی، به ویژه از پایتخت، در شرایط وخیم تر زندگی می‌کنند»، به دلیل خشونت‌های فرقه ای مداوم. سازمان ملل گفت که تقریباً ۴۰درصد از طبقه متوسط عراق فرار کرده‌اند. بیشتر آنها از آزار و شکنجه سیستماتیک فرار می‌کردند و تمایلی به بازگشت نداشتند.پناهندگان در فقر فرورفته بودند، زیرا به‌طور کلی از کار در کشورهای میزبان خود منع می‌شدند. مقاله ای در ۲۵می۲۰۰۷ اشاره کرد که در هفت ماه گذشته تنها ۶۹نفر از عراق در ایالات متحده پناهنده شده‌اند.

## استفاده از برچسب «جنگ داخلی».
استفاده از اصطلاح «جنگ داخلی» بحث‌برانگیز بوده‌است و تعدادی از مفسران اصطلاح «درگیری داخلی» را ترجیح می‌دهند. یک نظرسنجی از بیش از ۵۰۰۰شهروند عراقی نشان داد که ۲۷٪از ساکنان عراقی مورد نظر موافق بودند که عراق در یک جنگ داخلی قرار دارد، در حالی که ۶۱٪فکر می‌کردند عراق اینطور نیست. دو نظرسنجی مشابه از آمریکایی‌ها که در سال۲۰۰۶ انجام شد، نشان داد که بین ۶۵تا۸۵درصد بر این باور بودند که عراق درگیر جنگ داخلی است.
در ایالات متحده، این اصطلاح سیاسی شده‌است. معاون رئیس مجلس سنای ایالات متحده، دیک دوربین، در انتقاد از سخنرانی رئیس‌جمهور به ملت توسط جرج دبلیو بوش در ۱۰ ژانویه۲۰۰۷، به «جنگ داخلی در عراق» اشاره کرد.
ادوارد وانگ در ۲۶ نوامبر۲۰۰۶ گزارشی از گروهی از اساتید آمریکایی در دانشگاه استنفورد را نقل کرد مبنی بر اینکه شورش در عراق به تعریف کلاسیک جنگ داخلی تبدیل شده‌است.
خلاصه ای طبقه‌بندی نشده از ۹۰ صفحه برآورد اطلاعات ملی ژانویه۲۰۰۷، با عنوان چشم‌انداز ثبات عراق: راه چالش‌برانگیز پیش رو، در مورد استفاده از اصطلاح «جنگ داخلی» موارد زیر را بیان می‌کند:
جامعه اطلاعاتی قضاوت می‌کند که اصطلاح «جنگ داخلی» به اندازه کافی پیچیدگی درگیری در عراق را که شامل خشونت‌های گسترده شیعیان علیه شیعه، القاعده و حملات شورشیان سنی به نیروهای ائتلاف می‌شود، و خشونت با انگیزه جنایی گسترده نشان نمی‌دهد. با این وجود، اصطلاح «جنگ داخلی» به دقت عناصر کلیدی درگیری عراق را توصیف می‌کند، از جمله تشدید هویت‌های قومی-فرقه ای، تغییر در ماهیت خشونت، بسیج قومی-فرقه ای، و جابجایی جمعیت.
ژنرال بازنشسته ارتش ایالات متحده، بری مک کافری، گزارشی را در ۲۶ مارس ۲۰۰۷، پس از سفر و تجزیه و تحلیل وضعیت عراق،منتشر کرد. این گزارش وضعیت را «جنگ داخلی درجه پایین» نامیده‌است. در صفحه ۳ گزارش می‌نویسد:
عراق درگیر جنگ داخلی درجه کم است که با کشته شدن ۳۰۰۰ شهروند در ماه به سطوح فاجعه باری بدتر شده‌است. جمعیت در ناامیدی است. زندگی در بسیاری از مناطق شهری اکنون ناامید است. تعداد انگشت شماری از جنگجویان خارجی (۵۰۰+) - و چند هزار عامل القاعده، از طریق بمب‌گذاری‌های انتحاری که مکان‌های مقدس شیعیان و غیرنظامیان بی گناه را هدف قرار می‌دهند، به مبارزه علنی جناحی دامن می‌زنند. از نیروی پلیس به عنوان یک شبه نظامی شیعه که مسئول هزاران قتل غیرقانونی است، بیم آن می‌رود.

## کتابشناسی - فهرست کتب
- گروه مطالعاتی عراق،گزارش گروه مطالعاتی عراق: راه رو به جلو - رویکردی جدید (۲۰۰۶)
- نیر روزن،در شکم پرنده سبز: پیروزی شهدا در عراق (۲۰۰۶)